# Шульц, Карел
Ка́рел Шульц (чеш.  Karel Schulz; 6 мая 1899, Местец-Кралове — 27 февраля 1943, Прага) — чешский писатель, поэт, журналист, наиболее известный своим историческим романом «Камень и боль» о жизни Микеланджело.

## Биография
Карел Шульц родился 6 мая 1899 года в Местец-Кралове в творческой семье: его отец был переводчиком с английского и скандинавских языков, мать — артисткой чешского Национального театра. Он изучал право и медицину, однако не окончил университет из-за отсутствия денег на учёбу. В начале 1920-х годов сотрудничал с коммунистическими изданиями, был членом творческого союза «Деветсил», куда входили художники и литераторы, симпатизировавшие идеям Октябрьской революции.
К концу 1920-х годов Шульц отошёл от левых взглядов, в 1926 году принял католицизм, был исключён из рядов «Деветсила». В последующие годы он был театральным критиком, парламентским репортёром, редактором брненского отделения газеты «Лидове новины» (Lidové noviny) и главным редактором газеты «Народная политика».
Карел Шульц умер 27 февраля 1943 года в Праге.
Внуком Шульца является писатель Яхим Топол (родился в 1962).

## Литературная деятельность
Литературное наследие Шульца включает стихи, рассказы, либретто, переложения народных сказок и легенд, однако главным его произведением остаётся роман «Камень и боль» (первая книга «В садах медицейских», 1942; вторая книга «Папская месса», 1943, посмертно). Роман остался неоконченным.